# Columbus
|  | Aquest article tracta sobre la ciutat nord-americana d'Ohio. Vegeu-ne altres significats a «Columbus (desambiguació)». |

Columbus és la ciutat més gran i capital de l'estat estatunidenc d'Ohio. Va rebre aquest nom en honor de Cristòfor Colom i va ser fundada el 1812 a la confluència dels rius Scioto i Olentangy. Va assumir les funcions de capital d'estat el 1816. La ciutat té una economia molt diversa basada en l'educació, les asseguradores, la salut i la tecnologia. És reconeguda com la vuitena ciutat populosa millor habitable als Estats Units pel Money Magazine i com una creixent ciutat global. Els residents de Columbus són generalment anomenats Columbusites.
El 2005, Columbus va ser classificada com la 15a ciutat més poblada dels Estats Units, amb 730.657 habitants, i la 32a àrea metropolitana més gran d'aquest país. Localitzada a prop del punt geogràfic central de l'estat, Columbus és la seu del comtat de Franklin, encara que algunes parts de la ciutat s'estenen fins al de Delaware i al de Fairfield.
El nom Columbus s'utilitza també per referir-se a l'àrea metropolitana homònima, que inclou altres municipis. D'acord amb el cens nord-americà, l'àrea metropolitana té una població d'1.725.570 habitants i juntament amb Marion i Chillicothe arriba a les 1.953.575 persones.

## Història
Evidenciat per antigues societats que abundaven la regió propera a la confluència dels rius Scioto i Olentangy. El carrer Mound, localitzat al centre de Columbus, va ser anomenat així per la proximitat amb indígenes nadius. Aquestes civilitzacions van tenir una importància en la història des que els exploradors europeus van començar a moure's cap al sud del Llac Erie. Hi havia un buit de fronteres, però aquests exploradors es van trobar amb persones de les nacions de iamis, delaware, wyandot, shawnee i mingo. Aquestes tribus es van oposar a l'expansió dels Estats Units, desembocant en anys de conflictes. Una decisiva batalla va ser la de Fallen Timbers que va acabar amb el Tractat de Greenville, que finalment va obrir un camí per als nous poblats. Cap al 1797, un jove topògraf de Virgínia anomenat Lucas Sullivant havia fundat un poblat permanent sobre la riba oest del riu Scioto. Com a admirador de Benjamin Franklin, Sullivant va escollir com a nom d'aquesta nova vila fronterera el de Franklinton. Si bé el lloc va ser favorable per la proximitat a rius navegables, el projecte de Sullivant va ser frustrat inicialment quan el 1798, una gran inundació va esborrar el poblat. Malgrat això, el poble va tornar a ser reconstruït.

### Seglexix
Després d'arribar a l'estructura d'Estat el 1803, les lluites polítiques internes entre els líders més prominents d'Ohio van acabar amb la transferència de la capital de l'estat des de la ciutat de Chillicothe a Zanesville i novament cap a la primera. La legislatura estatal eventualment va decidir que una nova capital, localitzada al centre de l'estat, era una necessitat. Diversos dels petits poblats i ciutats van presentar una sol·licitud a la legislatura per tenir l'honor de convertir-se en capital estatal, però en última instància una coalició d'especuladors de la terra, amb el suport de Sullivant, van fer la més atractiva oferta a l'Assemblea General d'Ohio. Nomenada en honor de Cristòfor Colom, la ciutat capital va ser fundada el dia 14 de febrer de 1812 sobre la vora superior oposada a la Franklinton del riu Scioto. En aquells temps, l'àrea era coberta per densos boscos, que servien només per a la caça.
El Burough de Columbus [sic] va ser oficialment establert el 10 de febrer de 1816. Nou persones van ser elegides per ocupar els càrrecs d'alcalde, tresorer i altres. Si bé la recent Guerra del 1812 hagués portat prosperitat per a la regió, la subseqüent recessió i els reclams per les terres van amenaçar l'èxit de la nova ciutat. Primerenques condicions van ser abismals, amb els combats freqüents de febres i un brot de Còlera el 1833.
La Carretera Nacional, que unia Columbus amb Baltimore des del 1831, va complementar una nova unió de la ciutat amb el Canal d'Ohio i Erie i va facilitar un augment demogràfic. Una onada d'immigració europea va acabar amb l'establiment de dos enclavaments ètnics als afores de la ciutat. Una significant població irlandesa es va assentar al nord al llarg del carrer Naghten (actualment Boulevard Nationwide), mentre que els alemanys van aprofitar les terres barates del sud, i hi van crear una comunitat coneguda com Das Alte Südende (El vell extrem del sud). La població alemanya de Columbus va crear nombroses cerveseries, el Seminari Luterà Trinitat, la Universitat Capital i també el primer jardí d'infants dels Estats Units.

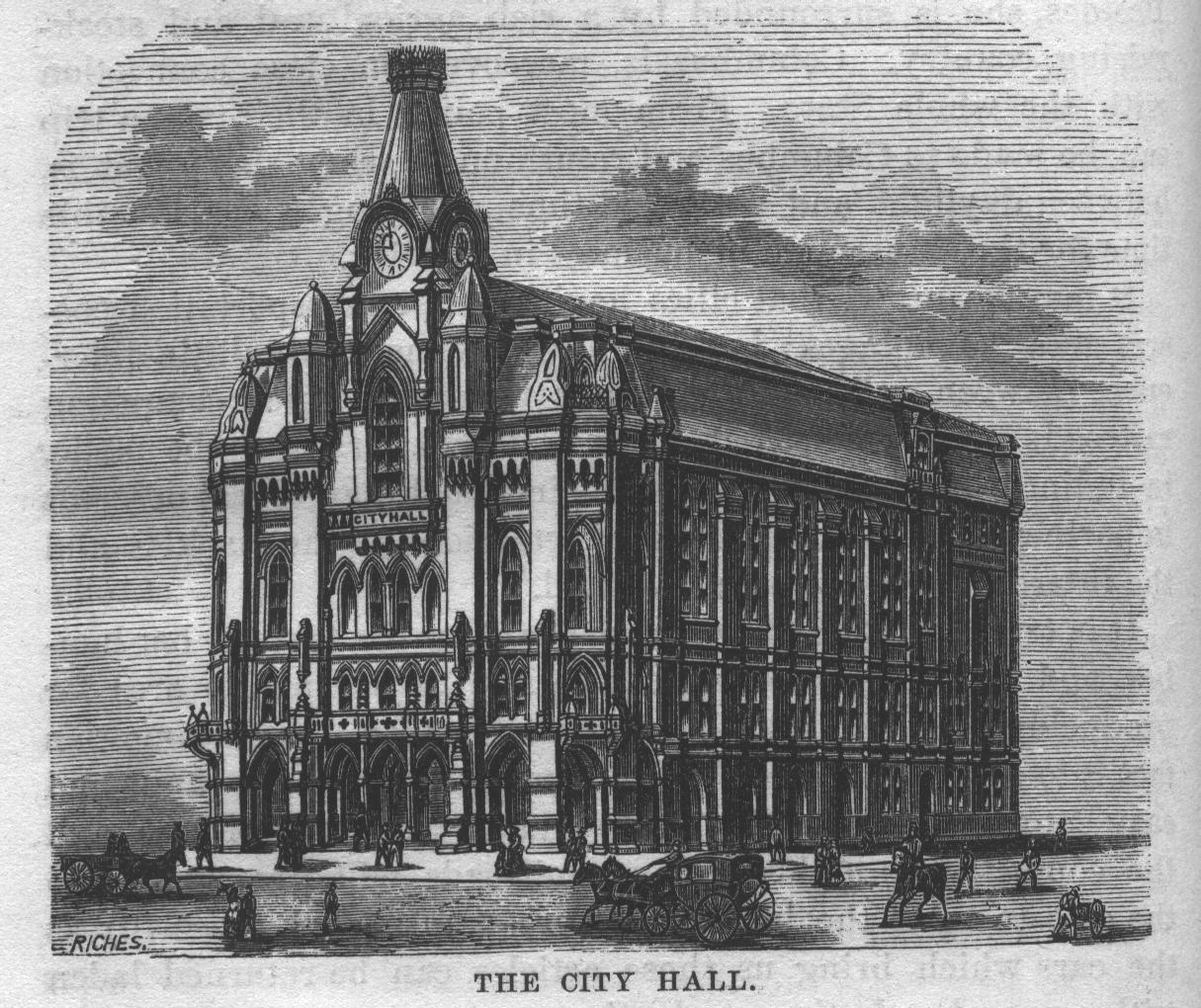
El Vell Ajuntament, acabat el 1872. Es va cremar el 1921.

Amb una població de 3.500 habitants, Columbus va rebre l'estatut de ciutat el dia 3 de març de 1834. La legislatura va realitzar un acte especial aquell dia, on va concedir l'autoritat legislativa al govern municipal i l'autoritat judicial al batlle. Les eleccions es van organitzar l'abril d'aquell any, on els votants van elegir John Brooks com el primer batlle.
El 1850 el Ferrocarril de Columbus i Xenia va estrenar la primera línea de tren de la ciutat, seguit pel Ferrocarril de Cleveland, Columbus i Cincinnati el 1851. Els dos ferrocarrils es van comunicar a la Union Station del costat est del carrer High just al nord de Naught (aleshores anomenada North Public Lane). El trànsit ferroviari a Columbus es va incrementar (cap a 1875 Columbus era servida per vuit ferrocarrils, i es va construir una nova estació, més ben planejada).
El 7 de gener de 1857, la Statehouse d'Ohio va ser finalment oberta al públic després de vuitanta anys de construcció. Durant la Guerra civil dels Estats Units, Columbus va ser seu del Camp Chase, la base militar més grossa de l'exèrcit federal, que albergava 26.000 tropes i sostenia com a presoners de guerra més de 9.000 Confederats. Més de 2.000 soldats confederats hi són enterrats, el que en fa un dels més grans cementiris del nord del país. En virtut de la llei de Morrill Land-Grant Colleges, la Facultat d'Agricultura i Mecànica va ser fundada el 1870 sobre l'antica finca de William i Hannah Neil.
Cap al final del segle xix, Columbus va desenvolupar nombrosos manufactures. La ciutat es va començar a conèixer com la Capital Mundial dels Carruatges, a causa de la presència de més de dues dotzenes de fàbriques de carruatges. Hi destacaven la Columbus Buggy Company, fundada el 1875 per CD Firestone. La Columbus Consolidated Brewing Company també va ser prominent durant aquest temps, i hauria pogut créixer encara més, si no hi hagués hagut l'acció la Lliga Anti-Saloon, un moviment per la temprança a la ciutat veïna de Westerville. Quant a la indústria siderúrgica, un home amb pensaments avançats anomenat Samuel P. Bush va presidir la companyia Buckeye Steel Castings. Els moviments sindicals obrers també hi van ser ben implantats. El 1886, Samuel Gompers va fundar la federació sindical paraigua Federació Americana del Treball i el 1890 s'hi va fundar el Sindicat de Miners Nord-americans.

### Segle XX

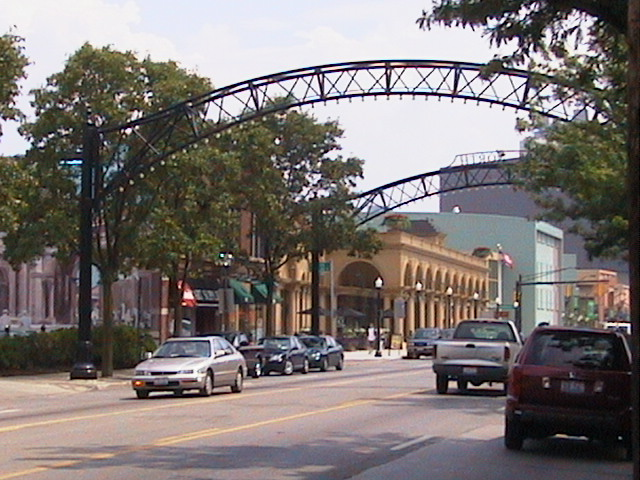
Arcs als carrers del veïnat de Short North, l'any 2002

Columbus rebre el sobrenom de «Ciutat de l'Arc» a causa de les desenes d'arcs de metall (antigament de fusta) que travessaven el carrer major durant el segle xx. Els arcs il·luminaven la carretera i van servir per posar-hi les catenàries per a alimentar les tramvies. Els arcs van ser suprimits i reemplaçats per fanals el 1914, però l'any 2002 se'ls va reconstruir al districte de Short North.
El 25 de març de 1913, una catastròfica inundació devastar el veïnat de Franklinton, deixant més de noranta persones mortes i sense llar centenars de residents de la riba oest. Per prevenir futures inundacions, el Cos d'Enginyers de l'Exèrcit va recomanar eixamplar el riu Scioto a la part cèntrica de la ciutat, i va construir nous ponts i una paret de retenció al llarg de les ribes. Amb l'economia post-Primera Guerra Mundial, hi va haver un augment en la construcció durant els anys 1920, es van construir un nou Centre Cívic, el Teatre d'Ohio, la torre Leveque i, al nord, un nou estadi. Tot i que l'Associació de Futbol Americà va ser fundada a Canton el 1920, les oficines centrals van ser transferides a Columbus el 1921 i hi van romandre fins al 1941. El 1922, el nom de l'associació va canviar al de National Football League.
Els efectes de la Gran Depressió no hi van ser significatius, gràcies a la diversificada economia de la ciutat, que va ajudar en els preus, lleugerament millors que els seus veïns del cinturó de manufactures. La Segona Guerra Mundial hi va generar un gran nombre de nous llocs de treball, i amb això hi va haver una altra onada demogràfica. Aquesta vegada, la majoria dels immigrants provenien de les «àrees rurals extraordinàriament deprimides» d'Appalachia, que aviat hi van formar al voltant d'un terç de la creixent població. El 1948, el centre comercial Town and Country va obrir les portes als suburbis de Whitehall, que ara és un dels primers centres comercials dels Estats Units. Amb l'arribada de l'autopista interestatal, va créixer el desenvolupament suburbà al centre d'Ohio. Per protegir la taxa tributària de la suburbanització, Columbus va adoptar una política d'unir les clavegueres i les connexions d'aigua en annexió a la ciutat. A principi dels anys 1990, Columbus havia crescut tant que va arribar a ser la ciutat més gran d'Ohio, tant en superfície com en població.
Els esforços per revitalitzar el centre decrèpit han obtingut resultats moderats en les dècades recents. En els anys 1970 vells edificis com l'estació de trens Union Station i l'hotel Neil House van ser enderrocats i reemplaçat per gratacels d'oficines com el Huntington Center. Nous desenvolupaments suburbans com Tuttle Crossing, Easton i Polaris van inhibir el renaixement esperat per al centre. De tota manera, amb l'addició del districte Arena, així com centenars de centres d'unitats residencials, continuen els esforços de revitalització a l'àrea cèntrica.

## Geografia

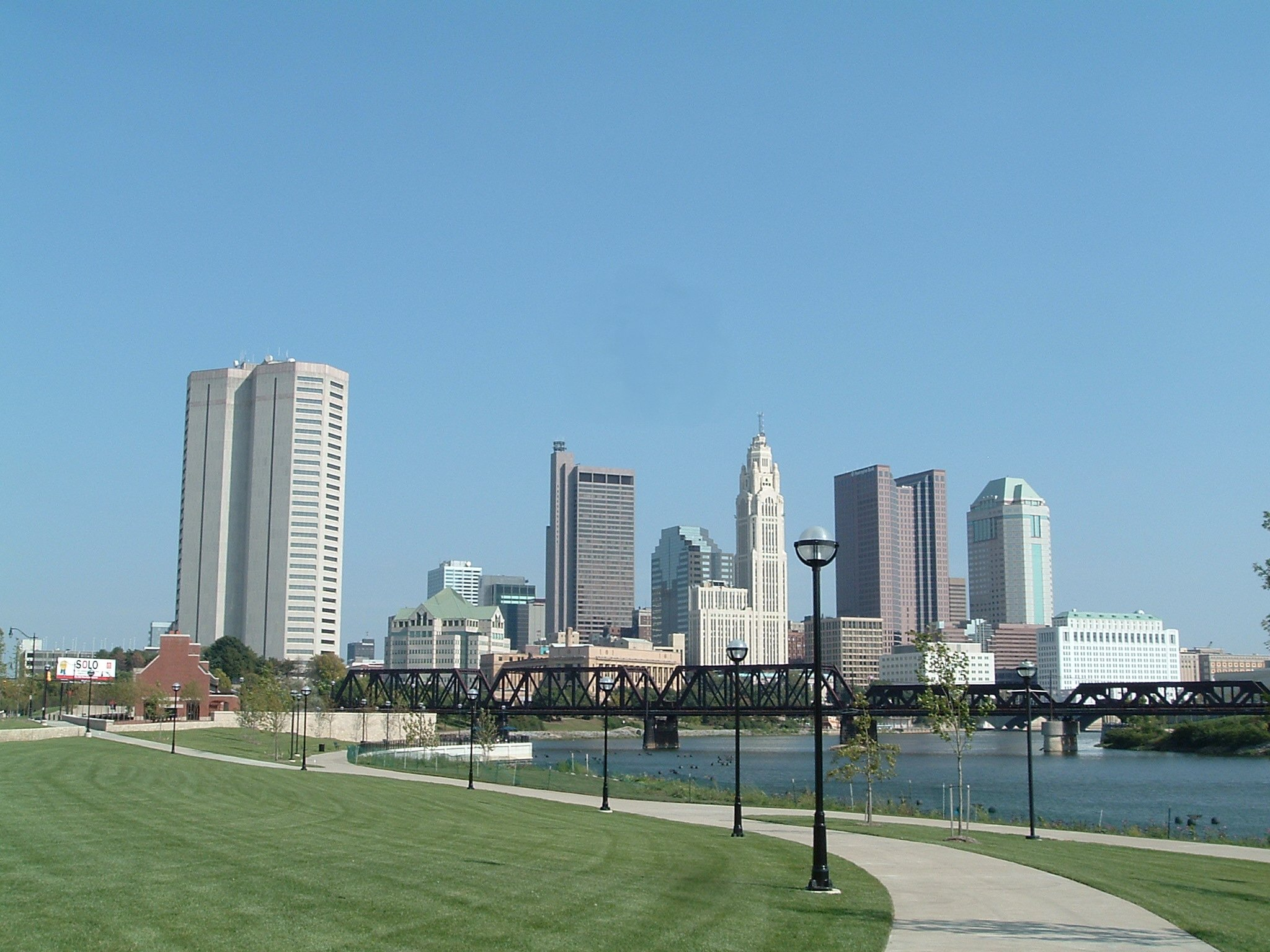
L'horitzó de Columbus, vist des del Parc North Bank.

Segons l'Oficina de Censos, la ciutat té una superfície total de 550,5 km², dels quals 544,6 km² són terres i 5,9 km² és aigua. A diferència d'altres ciutats grans del centre-oest dels Estats Units, Columbus continua ampliant el seu territori per mitjà d'extensions i annexions. És una de les ciutats que més creix, tant en termes de superfície com de població. A diferència de Cleveland i Cincinnati, que són les ciutats centrals amb les dues àrees metropolitanes més grans d'Ohio, Columbus està envoltada per pocs suburbis; des dels anys 1950 les annexions s'han fet una condició necessària per proveir d'aigua i servei de clavegueres, al qual proporciona de drets regionals en gran part d'Ohio Central. Aquesta política és acreditada amb la preservació de la base tributària davant els suburbis nord-americans i ha contribuït a una expansió econòmica contínua, igual que altres ciutats que tenen polítiques similars com San Antonio de Texas.
La confluència dels rius Scioto i Olentangy passa just a l'oest del centre. Nombrosos petits cursos d'aigua travessen Columbus, incloent-hi l'Alum Creek, el Big Walnut Creek i el Darby Creek. Columbus té una topografia relativament plana gràcies a un gran glacera que va cobrir la major part d'Ohio durant la Glaciació de Wisconsin. No obstant això, hi ha diferències d'altitud, amb el punt més alt situat al comtat de Franklin (345 m.) a prop de New Albany i el punt més baix on el riu Scioto deixa el comtat (207 m) a prop de Lockbourne. Els nombrosos barrancs als marges dels rius i cales ajuden a donar una mica de varietat al paisatge. Quant als arbres, els caducifolis són comuns, com l'auró, el roure, la carya, la noguera, l'àlber, l'àlber de Virgínia i per descomptat, el fals castanyer d'Ohio.

### Clima
La regió està dominada pel clima continental humit (Clas. de Köppen: DfA), caracteritzat per estius calents i xafogosos i hiverns freds i secs. La temperatura màxima històrica de Columbus va ser de 41 °C, que va tenir lloc dues vegades durant la sequera del Dust Bowl, el 21 de juliol de 1934, i novament dos anys després, el 14 de juliol de 1936. La temperatura més freda registrada va ser de –30 °C el 19 de gener de 1994.
Columbus té un clima rigorós, típic del centre-oest dels Estats Units. La temporada dels tornados va de la primavera fins a l'autumne; el més recent va ocórrer l'11 d'octubre de 2006 i va causar danys "F2" a l'escala Fujita-Pearson. Quant a inundacions, torbs, i tempestes intenses, són possibles durant tot l'any.
| Mes                      | Gen  | Feb  | Mar  | Abr | Mai | Jun | Jul  | Ago | Set | Oct | Nov | Des  | Any  |
| ------------------------ | ---- | ---- | ---- | --- | --- | --- | ---- | --- | --- | --- | --- | ---- | ---- |
| Mitjana màxima (°F)      | 36   | 39   | 50   | 62  | 73  | 82  | 85   | 84  | 77  | 65  | 51  | 40   | 62   |
| Mitjana màxima (°C)      | 2    | 4    | 10   | 17  | 23  | 28  | 29   | 29  | 25  | 18  | 11  | 4    | 17   |
| Mitjana mínima (°F)      | 20   | 22   | 31   | 40  | 50  | 59  | 64   | 62  | 54  | 43  | 34  | 25   | 42   |
| Mitjana mínima (°C)      | -7   | -6   | -1   | 4   | 10  | 15  | 18   | 17  | 12  | 6   | 1   | -4   | 6    |
| Precipitacions (polzada) | 2,8  | 2,3  | 3,1  | 3,4 | 3,8 | 3,9 | 4,6  | 3,3 | 2,7 | 2,1 | 3,0 | 2,7  | 37,8 |
| Precipitacions (cm)      | 7,1  | 5,8  | 7,9  | 8,6 | 9,7 | 9,9 | 11,7 | 8,4 | 6,9 | 5,4 | 7,7 | 6,9  | 96,0 |
| Nevades (polzada)        | 8,1  | 6,2  | 4,5  | 0,9 | 0,0 | 0,0 | 0,0  | 0,0 | 0,0 | 0,1 | 2,3 | 5,5  | 27,6 |
| Nevades (cm)             | 20,6 | 15,7 | 11,4 | 2,3 | 0,0 | 0,0 | 0,0  | 0,0 | 0,0 | 0,3 | 5,8 | 14,0 | 70,1 |

### Paisatge urbà
La ciutat és dividida en un nombre d'importants barris. Short North, situat al nord del centre, és ric en galeries d'art, restaurants, pubs i sobretot, comerços. A prop de Short North hi ha moltes cases amb estil victorià, que formen el Victorian Village. Cap al sud, el German Village és conegut per les casetes de camp en maó del segle XIX i és considerat el lloc històric privat més gran del Registre Nacional de Llocs Històrics. Aquests tres veïnats pateixen a gran escala una gentrificació. Franklinton, de vegades conegut com «el profund», és el barri immediatament a l'oest del centre. Té aquest sobrenom perquè moltes de les terres s'hi troben per sota del nivell dels rius Scioto i Olentangy, i això fa necessària una paret de contenció per a protegir-lo contra inundacions que al passat van ser devastadores. Cap a l'est de Franklinton hi ha un grup de petits veïnats que es diuen The Hilltop.
A l'àrea propera a la Universitat de Columbus viuen molts estudiants durant l'any escolar (aproximadament 50.000) i en destaquen moltes cases antigues convertides per a albergar estudiants. L'extensió del carrer principal que travessa el campus ofereix una abundància de bars, sandvitxeries, botigues de música i llibreries. Entremig d'OSU i Worthington hi ha Clintonville, on hi ha una barreja de cases de classe mitjana al costat d'antigues cases de pedra i amb façanes de maons sobre un terreny accidentat. Més a l'oest del centre, San Margherita és coneguda per la comunitat d'immigrants italians que hi van arribar a la primeria del segle xx.

### Transports
El pla de carrers de la ciutat és ortogonal, amb origen al centre a la intersecció dels carrers High Street (que travessa la ciutat de nord a sud) i el Broad Street (est-oest), i s'estén cap als veïnats més antics. Els carrers que van de nord a sud recorren dotze graus a l'oest, en paral·lel a el High Street; les avingudes Fifth Avenue, Sixth Avenue, Seventh Avenuerecorren la ciutat d'est a oest en forma perpendicular al High i paral·lela a Broad. La numeració comença a la intersecció de Broad i High, i augmenta amb la distància d'aquesta intersecció.
Columbus està bisecat per dos autopistes interestatals, l'I-70 que té una direcció est-oest i l'I-70 que recorre la direcció nord-sud-oest. Les dues interestatals es combinen al centre per aproximadament 1,5 milles (2,4 km) en una àrea localment coneguda com a "The Split", el punt de major congestió del trànsit a Columbus, especialment en les hores punta. La US-40, també coneguda com a Carretera Nacional, recorre Columbus d'est a oest, comprenent el carrer principal cap a l'est del centre i el carrer Broad cap a l'oest. És extensament reconeguda com la primera autopista federal.
Columbus manté un servei municipal d'autobusos anomenat Central Ohio Transit Authority (COTA). Posseïa una estació de trens al centre coneguda amb el nom d'Union Station, però va ser enderrocada a finals dels anys 1970. Columbus és avui la segona àrea metropolitana més gran dels Estats Units (després de Phoenix) sense servei de trens per a passatgers. És servit per l'Aeroport Internacional Port Columbus, l'Aeroport Internacional Rickenbacker, l'aeroport Don Scott Airport(que depèn de la Universitat Estatal) i l'aeroport Bolton Field.
El 2007 hi ha hi haver propostes de crear un modern servei de tramvies pel centre i les àrees suburbanes. La ruta amb més possibilitats de construir-se faria servir carrer High, des del districte de Brewery fins a Short North. No és clar d'on es traurien els diners per al finançament i no s'han realitzat els plans d'execució.

## Demografia
| Resultats dels censos a Columbus |          |            |      |
| Any                              | Població | % Variació | Lloc |
| 1840                             | 6.048    | S/D        | 70   |
| 1850                             | 17.882   | 195,7      | 37   |
| 1860                             | 18.554   | 3,8        | 49   |
| 1870                             | 31.274   | 68,6       | 42   |
| 1880                             | 51.647   | 65,1       | 33   |
| 1890                             | 88.150   | 70,7       | 30   |
| 1900                             | 125.560  | 42,4       | 28   |
| 1910                             | 181.511  | 44,6       | 29   |
| 1920                             | 237.031  | 30,6       | 28   |
| 1930                             | 290.564  | 22,6       | 28   |
| 1940                             | 306.087  | 5,3        | 26   |
| 1950                             | 375.901  | 22,8       | 28   |
| 1960                             | 471.316  | 25,4       | 28   |
| 1970                             | 539.677  | 14,5       | 21   |
| 1980                             | 564.871  | 4,7        | 19   |
| 1990                             | 632.910  | 12,0       | 16   |
| 2000                             | 711.470  | 12,4       | 15   |
| 2005                             | 730.657  | S/D        | 15   |

Segons el cens del 2000, hi havia 711.470 persones, 301.534 cases i 165.240 famílies que residien a la ciutat. La densitat poblacional va ser de 1.306,4/km². Hi havia 327.175 unitats d'allotjament amb una densitat mitjana de 600,8/km². La distribució racial de la ciutat era de 67,93% blancs, 24,47% negres, 0,29% nadius americans, 3,44% asiàtics, 0,05% illencs del pacífic, 1,17% d'altres llocs i 2,65% de dues o més races. El 2,46% de la població eren hispans o llatins.
Dels 301.534 llars, un 28% tenien nens menors de 18 anys, un 36,1% eren parelles convivint juntes, el 14,5% té una dona com a cap de família sense un espòs present i un 45,2% no són famílies. El 34,1% de totes les cases està composta per individus i el 7% té a algú 65 o més anys vivint només. La mida mitjà d'una casa era 2,30 i el d'una família del 3,01%.
La distribució per edats és del 24,2% per a menors de 18 anys, 14% des de 18-24 anys; 35,1% de 25 a 44 anys; 17,9% de 45 a 64 anys i un 8,9% a les persones de 65 o més anys edat. L'edat mitjana va ser de 31 anys. Per cada 100 dones hi havia 94,6 homes i per cada 100 dones de 18 anys o més, hi havia 91,9 homes.
L'ingrés mitjà per a una casa a la ciutat era de $37.897 dòlars i l'ingrés mitjà d'una família de $47.391 dòlars. Els homes tenien un ingrés mitjà de 35.138 $ contra el 28.705 $ de les dones. L'ingrés per capita de la ciutat era de 20.450 $. A prop del 10,8% de les famílies i el 14,8% de la població es trobaven per sota del llindar de pobresa, incloent-hi un 18,7% d'aquests que són menors d'edat i un 10,9% que sobrepassen els 65 anys.
L'àrea metropolitana de Columbus ha experimentat diverses onades d'immigració durant el segle xx, incloent-hi grups procedents del Vietnam, Rússia, Somàlia i una immigració en curs de Mèxic i altres països de llatinoamèrica. Gent de molts altres països hi conviuen també, relacionats amb el dibuix internacional de la Universitat Estatal d'Ohio. Com es passa en gairebé tots els Estats Units, hi ha una menor assimilació que una compartimentalització, amb gran barris monoètnics. Aquesta afluència fa pressió sobre totes les institucions socials, notablement en les escoles públiques i el sistema de salut.
Degut a la demografia, que inclou una barreja de races i un bon nivell d'ingressos, tant en àrees urbanes, suburbanes com rurals, Columbus és una típica ciutat nord-americana i s'hi han fet proves amb nous productes i la incorporació de grans cadenes de menjars. No obstant això, segons estudis més recents, Columbus no reflectiria amb exactitud «la mitjana» de la població dels Estats Units.

## Economia
Columbus té generalment una economia forta i diversa, que és entre els deu primers llocs dels Estats Units, i la millor de l'estat d'Ohio. Com que és la capital estatal, hi ha una forta presència d'organismes governamentals. L'administació municipal, comtal, estatal i federal és l'empleador més important.
Amb aproximadament 100.000 estudiants universitaris a l'àrea metropolitana, l'educació superior és un altre gros empleador. Els més grans són la Universitat Estatal d'Ohio i la Universitat Comunitària Estatal de Columbus, així com altres petits instituts universitaris i escoles.

## Personatges il·lustres
- R. L. Stine (1943 -) escriptor